# 백우산
백우산은 대한민국 강원특별자치도 홍천군에 있는 산이다.  표고는 894.7m(2,935피트)이다.

## 같이 보기
- 한국의 산 목록

## 참고 자료
- An Gyeong-ho (2007). 《한국 300 명산 (300 Korean Mountains)》. Seoul: 깊은솔 (Gipeunsol). ISBN 978-89-89917-21-2.